# Сверхпузырь Змееносца
С помощью радиотелескопа Грин-Бэнк (110-метровая антенна) в созвездии Змееносца была обнаружена заполненная водородом область . Масса водорода в структуре более ста масс Солнца. Расположен  этот сверхпузырь на расстоянии более  20 тысяч световых лет от Земли и выходит за область плоскости Млечного пути на 10 тысяч световых лет.
Возраст сверхпузыря составляет величину  10 -  30 млн лет, а его полная энергия  ∼ 10^53 эрг. В настоящее время его расширение, скорее всего, прекращается, а оболочка становится нестабильной.
Подобные структуры способны влиять на распределение химических элементов в Галактике: ядра тяжелых элементов, которые рождаются внутри звезд, выбрасываются при  взрыве вместе с газом, который - в виде подобного  "сверхпузыря" - переносит их на  значительные расстояния.
Гипотеза образования
Когда-то в основе суперпузыря было огромное скопление молодых звёзд, потом самые яркие из них одна за другой взорвались, но, поскольку яркие звёзды
живут мало (порядка 10 миллионов лет), разброс в пару миллионов лет мало что значил, как будто они все взорвались одновременно.  С большой долей вероятности вещество "вытолкнули" из галактической плоскости частые взрывы сверхновых  в небольшом скоплении, образованном молодыми звездами.
И общая энергия их взрывов раздула пузырь. Само межзвёздное вещество в большинстве галактик всегда есть, и преимущественно это нейтральный или ионизированный водород, остальных видов (молекул и других элементов) гораздо меньше. Постепенно из него формируются звёзды, Только в очень старых галактиках типа эллиптических межзвёздного вещества нет, оно там уже всё выработалось. Или в карликовых ещё иногда его не бывает, если более массивная галактика его "украдёт" приливным взаимодействием.